# Pointe des Trois-Bassins
La pointe des Trois Bassins est un cap de l'île de La Réunion, département d'outre-mer français dans le sud-ouest de l'océan Indien. Situé sur le territoire communal de Trois-Bassins, le long de la côte ouest, le site est protégé par le Conservatoire du littoral.

## Climat
| Mois                              | jan. | fév. | mars | avril | mai  | juin | jui. | août | sep. | oct. | nov. | déc. | année |
| --------------------------------- | ---- | ---- | ---- | ----- | ---- | ---- | ---- | ---- | ---- | ---- | ---- | ---- | ----- |
| Température minimale moyenne (°C) | 24,6 | 24,7 | 24   | 22,9  | 21,3 | 19,6 | 18,5 | 18,6 | 19,1 | 20,3 | 21,6 | 23,4 | 21,5  |
| Température maximale moyenne (°C) | 31,2 | 31,2 | 30,7 | 29,8  | 28,1 | 26,4 | 25,5 | 25,6 | 26,2 | 27,3 | 28,9 | 30,3 | 28,4  |
| Précipitations (mm)               | 94   | 94   | 76   | 42    | 25   | 13   | 9    | 7    | 5    | 6    | 11   | 55   | 436   |

| Diagramme climatique                                  |            |          |            |            |            |           |           |           |           |            |            |
| J                                                     | F          | M        | A          | M          | J          | J         | A         | S         | O         | N          | D          |
| 31,224,694                                            | 31,224,794 | 30,72476 | 29,822,942 | 28,121,325 | 26,419,613 | 25,518,59 | 25,618,67 | 26,219,15 | 27,320,36 | 28,921,611 | 30,323,455 |
| Moyennes : • Temp. maxi et mini °C • Précipitation mm |            |          |            |            |            |           |           |           |           |            |            |